# Bisonó
Bisonó é um município da República Dominicana pertencente à província de Santiago. Foi criado em 1962 e está localizado aproximadamente 25 quilômetros (16 milhas) de Santiago de los Caballeros, a segunda maior cidade do país. O centro administrativo é a cidade Villa Bisonó.
Sua população estimada em 2012 era de 9 866 habitantes.